# Yuan exécutif
Le Yuan exécutif (行政院, Hsing-cheng Yüan, « Cour exécutive ») est la branche exécutive du gouvernement de la république de Chine (Taïwan).

## Organisation et structure
Il est dirigé par un président (souvent traduit par Premier ministre), un vice-président (vice-Premier ministre), douze ministres du gouvernement, divers présidents de commissions, et cinq à neuf ministres sans portefeuille comme membres. Le vice-Premier ministre, les ministres et présidents de commission sont nommés par le président de la république de Chine sur la recommandation du Premier ministre.
Sa formation, comme l'un des cinq Yuans du gouvernement, est contraire aux Trois principes du peuple, les théories politiques de Sun Yat-sen, mais a été constitutionnellement adaptée au fil des années grâce à des changements de lois et de la Constitution de la république de Chine.

### Ministres
| Ministère                    | Ministre              |
| ---------------------------- | --------------------- |
| Affaires économiques         | J.W. Kuo (en)         |
| Affaires étrangères          | Lin Chia-lung         |
| Affaires numériques          | Huang Yen-nun (en)    |
| Agriculture                  | Chen Junne-jih (en)   |
| Culture                      | Li Yuan (en)          |
| Défense nationale            | Wellington Koo (en)   |
| Éducation                    | Cheng Ying-yao (en)   |
| Environnement                | Peng Chi-ming (zh)    |
| Finances                     | Chuang Tsui-yun (en)  |
| Intérieur                    | Liu Shyh-fang (en)    |
| Justice                      | Cheng Ming-chien (en) |
| Santé et Bien-être           | Chiu Tai-yuan (en)    |
| Transports et Communications | Li Meng-yen (en)      |
| Travail                      | Ho Pei-shan (en)      |

### Conseils et Commissions
Habilités par plusieurs lois, ou même par la constitution, plusieurs conseils existent dans le Yuan exécutif pour renforcer les différentes fonctions exécutives du gouvernement. Sauf prescription contraire, les membres sont nommés par le Premier ministre et en répondent à lui. Les sièges du comité des conseils sont généralement remis à des officiels du gouvernement afin d'améliorer la coordination et la coopération interdépartementale, ou remis à des professionnels reconnus pour leur réputation et leur indépendance.
- Conseil des Affaires des vétérans (en)
- Conseil de l'Énergie atomique (en)
- Conseil des Affaires Hakka (en)
- Conseil des Peuples indigènes (en)
- Conseil des Affaires continentales (en)
- Conseil du Développement national (en)
- Commission de la Construction publique (en)
- Commission de surveillance des finances (en)
- Conseil des Affaires océaniques (en)

#### Commissions dirigées par des ministres
Selon les articles trois et quatre de la loi organique du conseil du Yuan exécutif, le président de commission suivantes tient le rang de ministre.
- Commission des Affaires de la communauté à l'étranger (en)

#### Commissions indépendantes
Il y a, ou doit avoir, cinq commissions exécutives indépendantes dans le conseil du Yuan exécutif. Les chefs de ces cinq institutions ne sont pas affectés par le changement de Premier ministre. Cependant, les lois organiques liées sont actuellement en révision.
- Banque centrale
- Commission électorale centrale (en)
- Commission du commerce équitable (en)
- Commission des communications nationales (en)

### Directions générales
Autorisé par l'article 5 de la loi organique du conseil du Yuan exécutif :
- Directorat-général du Budget, des Comptes, et des Statistiques (en)

Autorisé par l'article 9 des amendements de la Constitution de la république de Chine :
- Directorat-général de l'administration du personnel (république de Chine) (en)

### Musée national
- Musée national du Palais

## Organisations éphémères du Yuan exécutif
En raison de la période de restructuration du corps du gouvernement, il existe plusieurs agences qui ont été dissoutes ou absorbées par de plus grandes et plus actives. Listées sur le site internet du Yuan exécutif, ces agences éphémères sont
- Conseil de la sécurité des transports aériens, depuis le 20 mai 2012[3]
- Commission pour la protection du consommateur (en), depuis le 1er janvier 2012

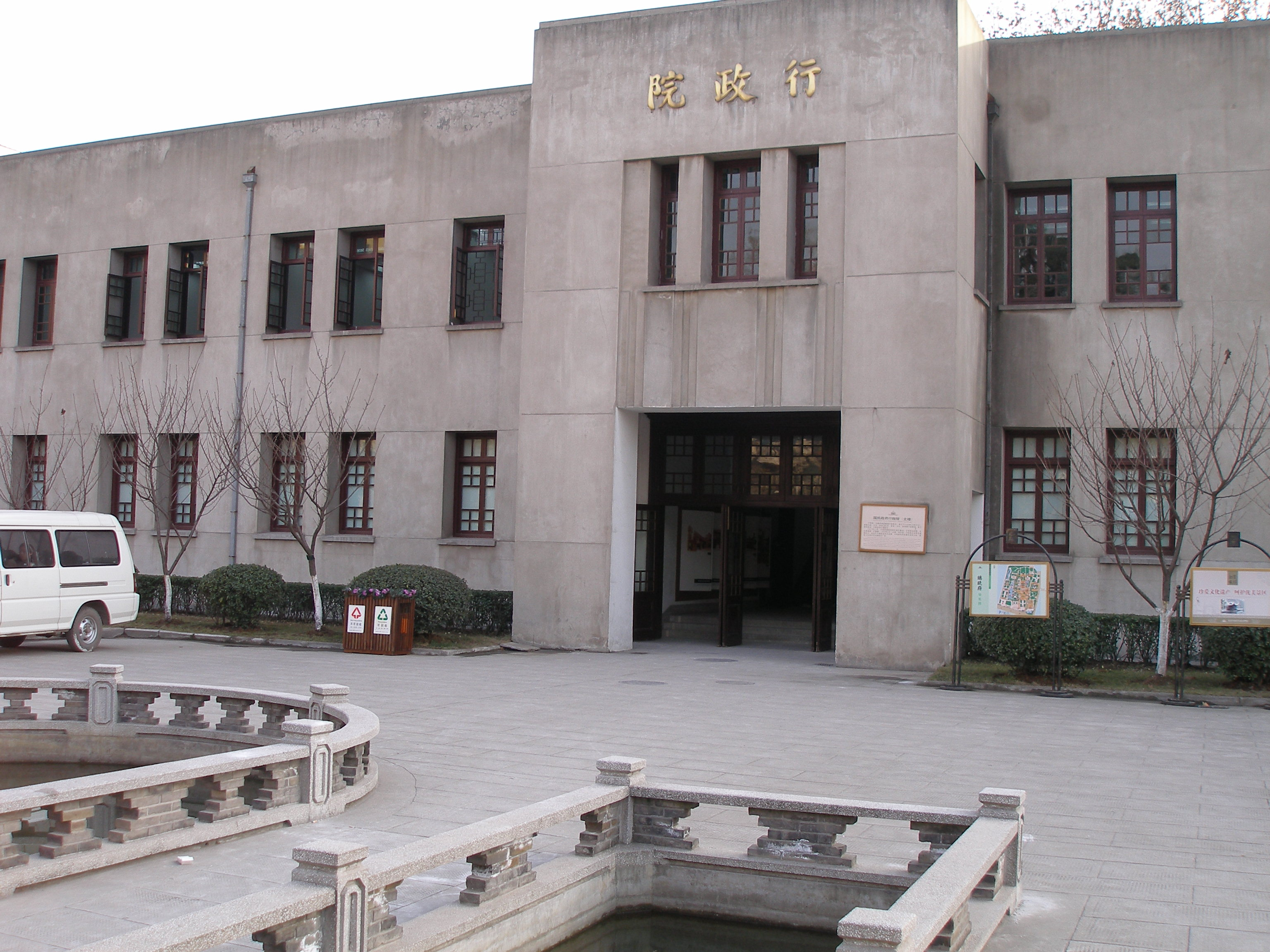
L'ancien Yuan exécutif en Chine (1928-1949) avant la fuite des nationalistes à Taïwan.

- Commission pour la protection et la prévention de désastres nationaux

### Dissous ou arrêtés volontairement
- Office d'information du gouvernement (en), depuis le 20 mai 2012[1]
- Conseil de la planification économique et le développement (en) depuis le 21 janvier 2014
- Commission pour la recherche, le développement, et l'évaluation (en) depuis le 21 janvier 2014
- Commission des affaires mongoles et tibétaines depuis le 31 décembre 2017

## Ministres sans portefeuille
Le 1er octobre 2016, Audrey Tang est nommée ministre sans portefeuille du Numérique. Un ministère des Affaires numériques doit être formé à l'été 2022 afin de conclure et poursuivre cette mission.
Le 27 août 2022, le ministère de la Science et des Technologies devient un cabinet de conseil dirigé par un ministre sans portefeuille.

## Conseil du Yuan exécutif
Le conseil du Yuan exécutif, appelé couramment « cabinet », est le premier organe de mise en œuvre de la politique du gouvernement. Il se compose du Premier ministre, qui préside les réunions, du vice-Premier ministre, de ministres sans portefeuille, des ministres du gouvernement, des chefs de la commission des affaires mongoles et tibétaines et de la commission des affaires de la communauté à l'étranger. Le secrétaire-général et le vice-secrétaire-général du Yuan exécutif assistent aux réunions, tout en étant également chefs d'autres organisations du Yuan exécutif, mais n'ont pas le droit de vote. L'article 58 de la constitution autorise le Yuan exécutif à évaluer le statut et le budget de la loi martiale, des amnisties, des déclarations de guerre, des traités de paix, et autres importantes affaires avant soumission au Yuan législatif.

## Relation avec le Yuan législatif
Le conseil du Yuan exécutif doit présenter aux législateurs une déclaration de la politique annuelle et un rapport administratif. Le comité législatif peut convoquer les membres du Yuan exécutif pour les questionner.
S'il y a désaccord entre le conseil législatif et le conseil du Yuan exécutif, le comité législatif peut faire passer une résolution obligeant le Yuan exécutif à modifier le projet politique en question. La Yuan exécutif peut, en retour, demander aux législateurs de reconsidérer. Par la suite, si le conseil législatif confirme la résolution, le Premier ministre doit soutenir cette résolution ou démissionner. Le conseil du Yuan exécutif peut également présenter un budget alternatif si le premier est jugé difficile à mettre en œuvre.

## Chefs

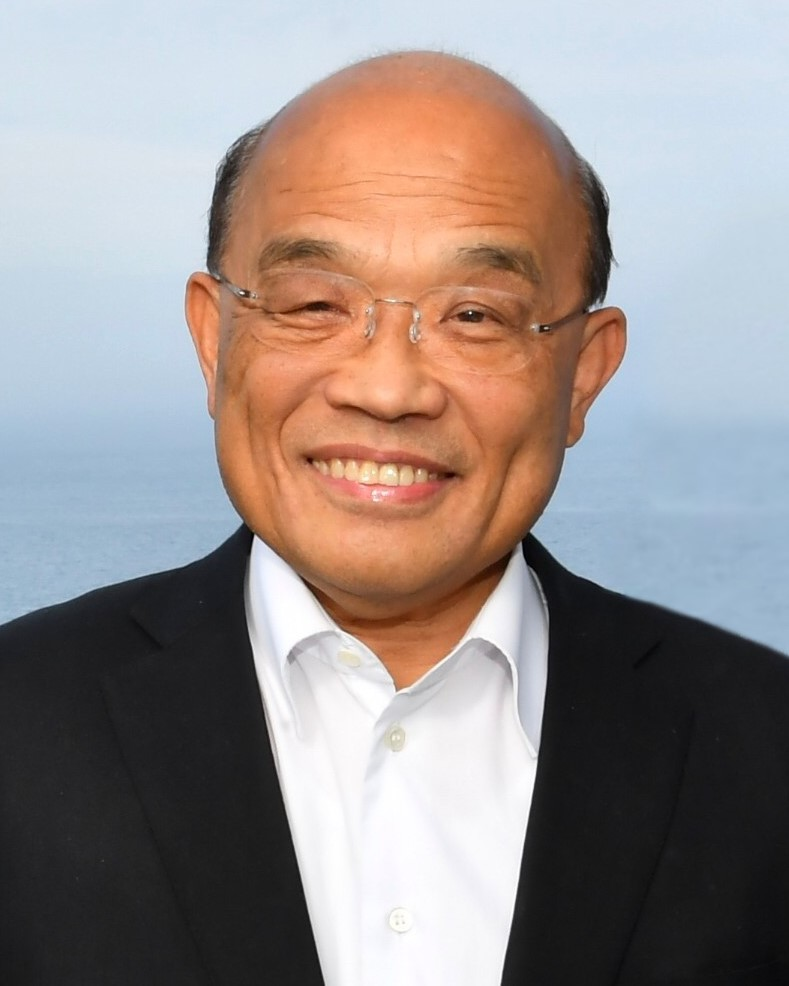
Su Tseng-chang, le président du Yuan exécutif.

### Présidents du Yuan exécutif
Liste des Premiers ministres de la république de Chine

### Vice-présidents du Yuan exécutif
Liste des vice-Premiers ministres de la république de Chine (en)

### Secrétaires-généraux du Yuan exécutif
- Authur Iap (20 mai 2004 – 1er février 2005)
- Lee Ying-yuan (en) (1er février 2005 – 19 septembre 2005)
- Liu Yuh-san (en) (19 septembre 2005 – 21 mai 2007)
- Chen Chin-jun (en) (21 mai 2007 – 20 mai 2008)
- Hsueh Hsiang-chuan (en) (20 mai 2008 – 10 septembre 2009)
- Lin Join-sane (en) (10 septembre 2009 – 5 février 2012)
- Lin Yi-shih (en) (6 février 2012 – 29 juin 2012)
- Chen Shyh-kwei (en) (10 juillet 2012 – 18 février 2013)
- Chen Wei-zen (en) (18 février 2013 – 25 février 2014)
- Lee Shu-chuan (en) (26 février 2014 – 24 janvier 2015)
- Chien Tai-lang (en) (24 janvier 2015 –)